# Schultüte

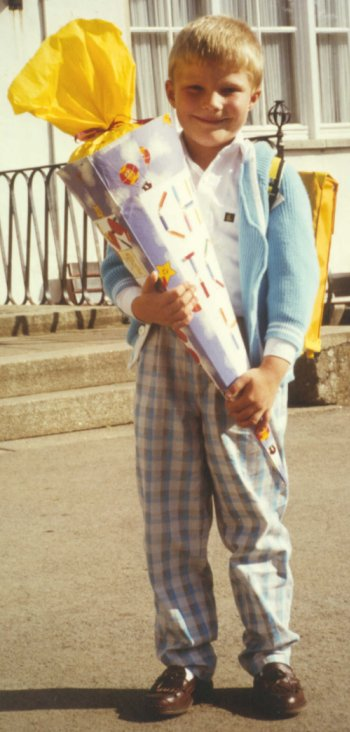
Un niño con Schultüte en su primer día de colegio.

Una Schultüte (del alemán, «Cucurucho escolar») es un cono de cartón con forma de cucurucho, en cuyo interior hay regalos para niños. En los países de lengua alemana es costumbre que los padres se lo entreguen a sus hijos en el primer día de colegio.
La tradición se remonta al siglo XIX en las regiones de Turingia y Sajonia, con documentos que acreditan la elaboración de los primeros conos en Jena (1817). De ahí pasó en la década de 1830 a las ciudades más pobladas del este de Alemania, entre ellas Dresde y Leipzig, mientras que en el resto del país no llegaría hasta comienzos del siglo XX.
Con la intención de que los niños recuerden con alegría su primer día de clase, llamado Einschulung en Alemania, los familiares meten dulces y golosinas en el interior de la Schultüte. Sin embargo, ahora se incluyen regalos que puedan ser útiles al inicio del curso, tales como lapiceros, rotuladores, estuches e incluso ropa. El niño debe llevar consigo el cucurucho y no podrá abrirlo hasta que haya llegado a la escuela.
La Schultüte está hecha con cartón y cuenta con una decoración colorista, repleta de adornos. La parte superior tiene un trozo de tela que permite cerrarla con un nudo. Es tradicional que sea hecha a mano por los padres, pero también existe la opción de comprarla ya terminada.